# P. LEAGUE+
P. LEAGUE+（念法：Plus League）為臺灣男子職業籃球聯盟，是繼中華職籃之後，臺灣第二個開打的職業籃球聯盟。現有臺北富邦勇士、桃園璞園領航猿、台鋼獵鷹三支球隊。
P. LEAGUE+由公司「台灣職業籃球發展股份有限公司」與協會「社團法人台灣職業籃球聯盟」負責一切運作。

## 歷史

### 2020年
2020年5月2日，在第十七季超級籃球聯賽結束之際，陳建州計畫在臺灣籃壇籌組新聯盟，並拜會中華民國籃球協會與各個臺灣球團；中華民國籃球協會表示，希望新聯盟不要重蹈2019年中華職籃大聯盟的覆轍，導致臺灣籃壇空轉近三個月。7月8日，陳建州以新聯盟執行長的身份，在中華民國籃球協會召開的「共好盃」第三次籌備會議中證實新聯盟已成立，並宣布臺北富邦勇士、桃園璞園建築、新籌組的新竹球隊和寶島夢想家參賽新聯盟；而高雄九太科技礙於新聯盟已由四支隊伍組軍的規劃前進，首賽季無法參戰。7月9日，陳建州表示新聯盟會效法中華職籃與中華職棒成立公司，並表示公司資本額所需的新臺幣5000萬元已經到位。7月21日，陳建州公布聯盟名稱為「P. LEAGUE+」，而聯盟名稱中的P代表People（臺灣籃球的球迷）、Player（努力不懈的球員）、Passion（對籃球的熱情）、Professional（追求20年的職業籃球）以及Plus（球迷的熱情加上球員的專業）。
8月3日，新籌組的新竹球隊公布隊名為「新竹攻城獅」。9月4日，「台灣職業籃球發展股份有限公司」核准設立。10月13日，璞園建築團隊公布以「桃園領航猿」參戰P. LEAGUE+。11月18日，寶島夢想家接受冠名贊助改名為「福爾摩沙台新夢想家」。12月4日，社會團體「台灣職業籃球聯盟」成立。12月10日，社會團體「台灣職業籃球聯盟」依《人民團體法》經內政部核准立案；新竹攻城獅接受冠名贊助改名為「新竹街口攻城獅」。12月19日，2020-21賽季例行賽於彰化縣立體育館開打，由福爾摩沙台新夢想家對陣臺北富邦勇士；聯盟成為CBA中華職籃之後，臺灣第二個開打的職業籃球聯盟。

### 2021年
2021年3月5日，臺灣臺北地方法院發文公告「社團法人台灣職業籃球聯盟」完成設立登記。4月22日，聯盟董事會決議將「新增球團加盟辦法」的加盟投票機制從「一票否決」修改為「多數決」。5月12日，聯盟通過新北市與高雄市球隊第一階段資格審查。5月18日，聯盟考量臺灣COVID-19疫情第三級警戒擴大，經過臺北富邦勇士與福爾摩沙台新夢想家討論同意後，聯盟裁定臺北富邦勇士為2020-21賽季年度總冠軍。5月21日，聯盟通過新北國王與高雄鋼鐵人兩支球隊2021-22賽季加盟事宜，聯盟新賽季從四支球隊擴編成六支球隊。7月22日，聯盟舉辦第一屆新人選秀會，由朱雲豪成為選秀狀元。10月25日，聯盟公告賽務規章。12月1日，東亞超級聯賽（EASL）宣布P. LEAGUE+2022年奪冠隊伍將參與EASL首賽季。12月4日，2021-22賽季例行賽於臺北和平籃球館開打，由臺北富邦勇士對陣福爾摩沙台新夢想家。

### 2022年
2022年6月27日，臺北富邦勇士以4比1擊退新竹街口攻城獅收下2021-22賽季年度總冠軍。7月28日，聯盟舉辦第二屆新人選秀會，由張鎮衙成為選秀狀元。10月6日，桃園領航猿宣布「璞園建築團隊」冠名球隊，更名為「桃園璞園領航猿」。10月13日，高雄鋼鐵人宣布獲得「17直播」冠名贊助更名為「高雄17直播鋼鐵人」。11月5日，2022-23賽季例行賽於臺北和平籃球館開打，由臺北富邦勇士迎戰新竹街口攻城獅。

### 2023年
2023年6月14日，臺北富邦勇士以4比2擊退新北國王收下2022-23賽季年度總冠軍。6月30日，執行長陳建州自請暫停其職務。7月4日，臨時董事會決議由行銷策略總監周崇偉代理執行長職務。7月10日，臨時董事會決議移除周崇偉的代理執行長職務以及將行銷策略總監一職做出停職懲處，執行長職權按性質由聯盟團隊各該管職掌代行。7月11日，聯盟舉辦第三屆新人選秀會，由外籍生阿拉薩成為選秀狀元。10月5日，陳建州確定卸下董事長、執行長和理事長三個職務，董事會決議由璞園建築團隊董事長李忠恕出任董事長和執行長。11月6日，聯盟宣布改組，由公司制改成協會制，首任會長由張嗣漢出任。11月7日，聯盟宣布陳建州出任副會長。11月11日，2023-24賽季例行賽於臺北和平籃球館開打，由臺北富邦勇士迎戰新北國王；新任執行長確定由富邦集團MOMOTV總經理鄭偉柏擔任。12月20日，新竹攻城獅宣布2023-24賽季由御頂國際集團冠名贊助更名為「新竹御頂攻城獅」。

### 2024年
2024年6月20日，新北國王以4比1擊退桃園璞園領航猿收下2023-24賽季年度總冠軍。6月26日，聯盟表示經會議討論後發表共同決議，P. LEAGUE+與T1聯盟共十一支球隊以2024-25賽季為目標進行合併。7月8日，聯盟表示臺北富邦勇士、桃園璞園領航猿與高雄17直播鋼鐵人發表聲明退出新聯盟籌備，續留P. LEAGUE+並與聯盟一同準備新賽季。7月9日，台鋼獵鷹宣布退出新聯盟籌備委員會，2024-25賽季加入P. LEAGUE+。新北國王、新竹御頂攻城獅、福爾摩沙夢想家與台灣職業籃球大聯盟其餘四支球隊發表聯合聲明。7月12日，聯盟舉辦第四屆新人選秀會，由外籍生莫巴耶成為選秀狀元。7月14日，聯盟宣布會長張嗣漢與執行長鄭偉柏雙雙已請辭職務，相關事務由副會長陳建州暫代。9月2日，東亞超級聯賽宣布已與P. LEAGUE+延長合作協議。10月26日，2024-25賽季例行賽於臺北和平籃球館開打，由臺北富邦勇士迎戰桃園璞園領航猿。

### 2025年
2025年5月21日，桃園璞園領航猿以4比3擊退臺北富邦勇士收下2024-25賽季年度總冠軍。7月16日，聯盟與台灣職業籃球大聯盟共同宣布2025-26賽季以「7+3」共10隊形式合作開打。7月31日，兩聯盟再度破局目前仍沒有確定的合作或合併跡象。

## 球隊

### 所屬聯盟沿革過往
- 新北國王（2021年—2024年）

- 新竹街口攻城獅 / 新竹御頂攻城獅（2020年—2024年）

- 福爾摩沙台新夢想家 / 福爾摩沙夢想家（2020年—2024年）

| 賽季    | 臺北富邦勇士 | 桃園璞園領航猿 | 新竹御頂攻城獅 | 福爾摩沙夢想家 | 新北國王 | 高雄17直播鋼鐵人 | 台鋼獵鷹 |
| ------- | ------------ | -------------- | -------------- | -------------- | -------- | ---------------- | -------- |
| 2019–20 | ABL          | 不適用         | 不適用         | ABL            | 不適用   | 不適用           | 不適用   |
| 2020–21 | PLG          | PLG            | PLG            | PLG            | 不適用   | 不適用           | 不適用   |
| 2021–22 | PLG          | PLG            | PLG            | PLG            | PLG      | PLG              | T1       |
| 2022–23 | PLG          | PLG            | PLG            | PLG            | PLG      | PLG              | T1       |
| 2023–24 | PLG          | PLG            | PLG            | PLG            | PLG      | PLG              | T1       |
| 2024-25 | PLG          | PLG            | TPBL           | TPBL           | TPBL     | PLG              | PLG      |

### 名稱變遷
| 賽季    | 參與PLG賽事時使用的名稱 | 參與PLG賽事時使用的名稱 | 參與PLG賽事時使用的名稱 | 參與PLG賽事時使用的名稱 | 參與PLG賽事時使用的名稱 | 參與PLG賽事時使用的名稱 | 參與PLG賽事時使用的名稱 |
| ------- | ----------------------- | ----------------------- | ----------------------- | ----------------------- | ----------------------- | ----------------------- | ----------------------- |
| 2020–21 | 臺北富邦勇士            | 桃園領航猿              | 新竹街口攻城獅          | 福爾摩沙台新夢想家      | 不適用                  | 不適用                  | 不適用                  |
| 2021–22 | 臺北富邦勇士            | 桃園領航猿              | 新竹街口攻城獅          | 福爾摩沙台新夢想家      | 新北國王                | 高雄鋼鐵人              | 不適用                  |
| 2022–23 | 臺北富邦勇士            | 桃園璞園領航猿          | 新竹街口攻城獅          | 福爾摩沙台新夢想家      | 新北國王                | 高雄17直播鋼鐵人        | 不適用                  |
| 2023–24 | 臺北富邦勇士            | 桃園璞園領航猿          | 新竹御頂攻城獅          | 福爾摩沙夢想家          | 新北國王                | 高雄17直播鋼鐵人        | 不適用                  |
| 2024-25 | 臺北富邦勇士            | 桃園璞園領航猿          | 不適用                  | 不適用                  | 不適用                  | 高雄17直播鋼鐵人        | 台鋼獵鷹                |

## 賽務規章

### 比賽
比賽每節12分鐘，共48分鐘，球員採取6犯畢業，團隊採取5犯加罰。各隊總教練擁有兩次挑戰判決的機會，可針對出界球、妨礙中籃或干擾球提出挑戰，而在決勝節最後2分鐘，場上持球方的球員可提出僅有一次的30秒短暫停。

## 例行賽
2020-21賽季與2024-25賽季每隊共打24場，包含12場主場和12場客場。2021-22賽季每隊共打30場，包含15場主場和15場客場。2022-23賽季和2023-24賽季每隊共打40場，包含20場主場和20場客場。
戰績排名
| 賽季    | 第一名                      | 第二名                          | 第三名                          | 第四名                          | 第五名                        | 第六名                       | 參考   |
| ------- | --------------------------- | ------------------------------- | ------------------------------- | ------------------------------- | ----------------------------- | ---------------------------- | ------ |
| 2020-21 | - 臺北富邦勇士 - 19勝5敗    | - 桃園領航猿 - 10勝14敗         | - 福爾摩沙台新夢想家 - 10勝14敗 | - 新竹街口攻城獅 - 9勝15敗      | 不適用                        | 不適用                       | [ 68 ] |
| 2021-22 | - 新竹街口攻城獅 - 20勝10敗 | - 福爾摩沙台新夢想家 - 19勝11敗 | - 臺北富邦勇士 - 18勝12敗       | - 新北國王 - 16勝14敗           | - 高雄鋼鐵人 - 9勝20敗        | - 桃園領航猿 - 7勝22敗       | [ 69 ] |
| 2022-23 | - 新北國王 - 27勝13敗       | - 臺北富邦勇士 - 25勝15敗       | - 桃園璞園領航猿 - 19勝21敗     | - 福爾摩沙台新夢想家 - 19勝21敗 | - 高雄17直播鋼鐵人 - 17勝23敗 | - 新竹街口攻城獅 - 13勝27敗  | [ 70 ] |
| 2023-24 | - 桃園璞園領航猿 - 26勝14敗 | - 福爾摩沙夢想家 - 24勝16敗     | - 新北國王 - 22勝18敗           | - 新竹御頂攻城獅 - 21勝19敗     | - 臺北富邦勇士 - 18勝22敗     | - 高雄17直播鋼鐵人 - 9勝31敗 | [ 71 ] |
| 2024-25 | - 桃園璞園領航猿 - 18勝6敗  | - 臺北富邦勇士 - 15勝9敗        | - 台鋼獵鷹 - 13勝11敗           | - 高雄鋼鐵人 - 2勝22敗          | 不適用                        | 不適用                       | [ 72 ] |

## 季後賽
2021年與2025年季後賽由例行賽排名2、3名球隊先行交手，2022年、2023年以及2024年取例行賽前4名球隊。2021年、2022年、2023年和2025年系列賽進行五戰三勝制，2024年採七戰四勝制。
| 年份 | 晉級球隊           | 結果 | 失利球隊           | 參考   |
| ---- | ------------------ | ---- | ------------------ | ------ |
| 2021 | 福爾摩沙台新夢想家 | 3比2 | 桃園領航猿         | [ 81 ] |
| 2022 | 新竹街口攻城獅     | 3比2 | 新北國王           | [ 82 ] |
| 2022 | 臺北富邦勇士       | 3比1 | 福爾摩沙台新夢想家 | [ 83 ] |
| 2023 | 新北國王           | 3比1 | 福爾摩沙台新夢想家 | [ 84 ] |
| 2023 | 臺北富邦勇士       | 3比0 | 桃園璞園領航猿     | [ 85 ] |
| 2024 | 桃園璞園領航猿     | 4比2 | 新竹御頂攻城獅     | [ 86 ] |
| 2024 | 新北國王           | 4比2 | 福爾摩沙夢想家     | [ 87 ] |
| 2025 | 臺北富邦勇士       | 3比1 | 台鋼獵鷹           | [ 88 ] |

總冠軍賽
總冠軍賽為七戰四勝制。
| 年份 | 奪冠球隊            | 結果          | 失利球隊           | MVP    | 參考   |
| ---- | ------------------- | ------------- | ------------------ | ------ | ------ |
| 2021 | 臺北富邦勇士（1）   | 3比1 （裁定） | 福爾摩沙台新夢想家 | 辛特力 | [ 27 ] |
| 2022 | 臺北富邦勇士（2）   | 4比1          | 新竹街口攻城獅     | 辛特力 | [ 34 ] |
| 2023 | 臺北富邦勇士（3）   | 4比2          | 新北國王           | 強森   | [ 89 ] |
| 2024 | 新北國王（1）       | 4比1          | 桃園璞園領航猿     | 李愷諺 | [ 51 ] |
| 2025 | 桃園璞園領航猿（1） | 4比3          | 臺北富邦勇士       | 盧峻翔 | [ 90 ] |

- 括號內的數字代表球隊獲得冠軍金盃的次數。

## 當前人物
| 會長 - 空缺 副會長 - 陳建州 執行長 - 空缺 事務長 - 蔡裕隆 | 董事長 - 李忠恕 監察人 - 王正文 |

裁判
2020-21賽季聯盟聘請12名專職裁判，由裁判長為裁判評分，制定裁判升降機制。2021-22賽季聯盟引進哨音記錄系統。

| 裁判長 - 林錦龍 場控委員 - 李鴻棋 - 郭正煜 - 曾銀助 顧問 - 伍銳威 - 考德威爾（JB Caldwell） | 裁判組 - 5 賴建忠 - 6 梅明聖 - 8 陳肇英 - 10 游皓平 - 11 王立昌 - 13 洪永昱 - 14 黃俊仁 - 18 張智展 - 25 何炫緯 - 28 黃筱涵 - 32 龐雲漢 - 46 張呂岳 - 77 張瑋竣 - 88 張俊堯 |

## 轉播
| 賽季    | 電視        | 網路                       | 參考            |
| ------- | ----------- | -------------------------- | --------------- |
| 2020-21 | 民視 MOMOTV | YouTube                    | [ 96 ]          |
| 2021-22 | 民視 MOMOTV | YouTube、Yahoo奇摩運動     | [ 97 ] [ 98 ]   |
| 2022-23 | 民視 MOMOTV | YouTube、LINE TODAY        | [ 76 ] [ 99 ]   |
| 2023-24 | 民視 MOMOTV | YouTube、公視+（總冠軍賽） | [ 100 ]         |
| 2024-25 | 民視 DAZN   | YouTube                    | [ 101 ] [ 102 ] |

## 年度口號
| 賽季    | 年度口號  | 參考    |
| ------- | --------- | ------- |
| 2020-21 | 是時候了  | [ 96 ]  |
| 2021-22 | 有點意思  | [ 75 ]  |
| 2022-23 | Oh My PLG | [ 76 ]  |
| 2023-24 | 唯有籃球  | [ 103 ] |
| 2024-25 | 與我為伍  | [ 61 ]  |

## 外部連結
- 官方网站